# Ngawang Namgyal (Bhutan)

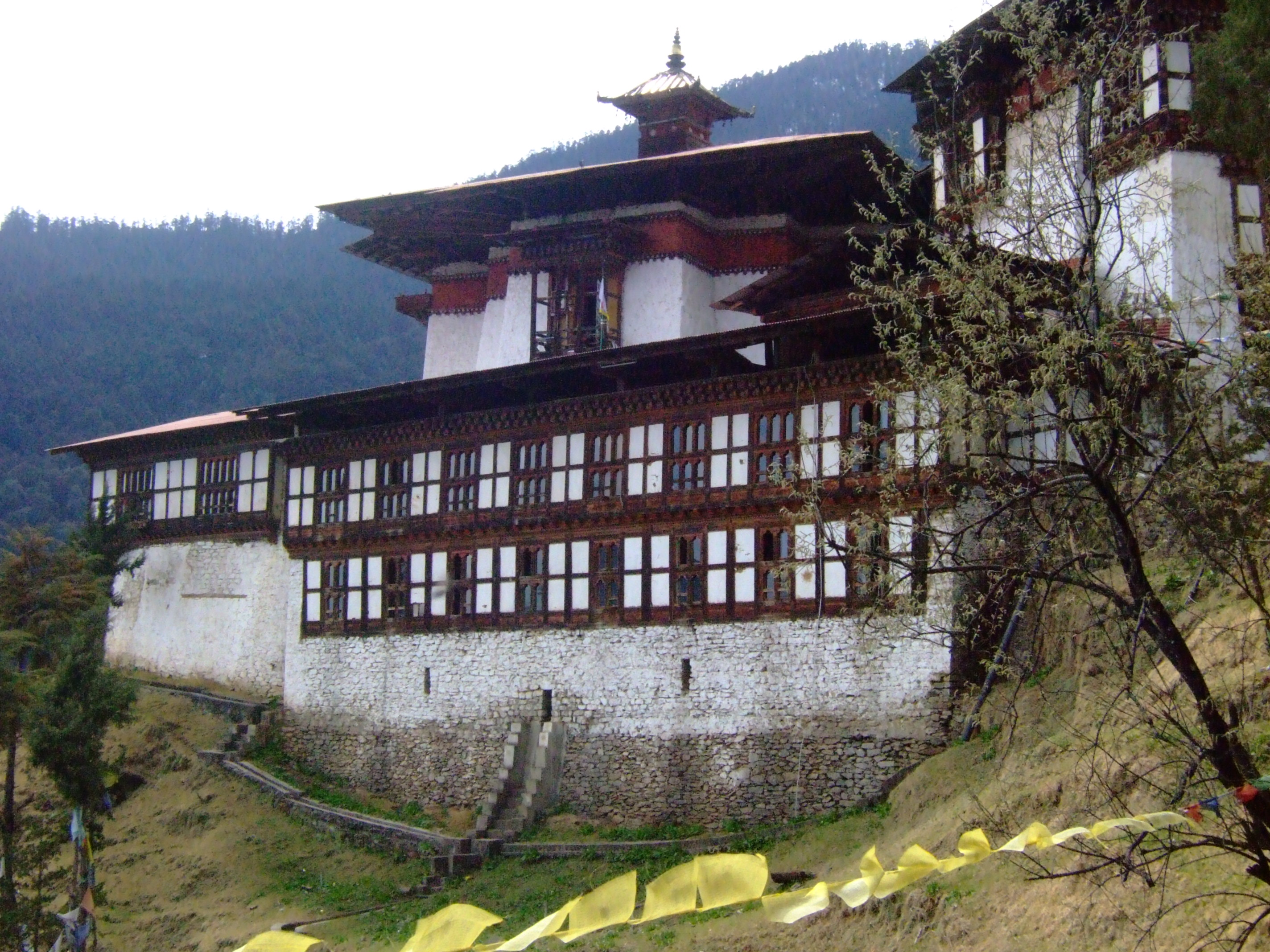
Klooster

Ngawang Namgyal (1594–1651) was de eerste Shabdrung (heerser) van Bhutan. 

## Levensloop
Ngawang Namgyal was aanvankelijk de abt van het Ralungklooster in Tibet, maar vluchtte in 1616 na een religieus conflict naar Bhutan. Bhutan was een versnipperd land, waar de plaatselijke vorsten de dienst uitmaakten. Door zijn grote religieuze gezag was Ngawang Namgyal in staat geheel Bhutan onder zijn leiding te verenigen en werd zo de eerste Shabdrung van Bhutan.

## Heerschappij
Om het centrale gezag te verstevigen en om het land te verdedigen tegen aanvallen vanuit Tibet, liet hij overal in het land dzongs (kloosterburchten) bouwen. Dat zijn grote ommuurde vestigingen, die werden gebruikt als bestuurlijk centrum en als tempel. Mede hierdoor wist hij alle invasies uit Tibet af te slaan. Nog steeds zijn de dzongs belangrijke bezienswaardigheden in Bhutan.

## Machtenscheiding
Verder legde hij de basis voor het systeem waarin de wereldlijke macht en de geestelijk macht in Bhutan gescheiden werden. De druk desi werd de wereldlijke leider en de Shabdrung de geestelijke leider. Deze scheiding werd belangrijk na de dood van Ngawang Namgyal, aangezien zij de macht in handen kregen in plaats van zijn zoon. In 1651 overleed Shabdrung Ngawang Namgyal. Zijn stoffelijke resten bevinden zich in de dzong van Punakha. Ngawang Namgyal gaf Bhutan zijn naam: "Druk Yul": land van de drukdraak.